# Melanie Winiger
Melanie Winiger (nacida el 22 de enero de 1979 en Lugano) es una actriz, modelo suiza y ganadora del concurso de belleza Miss Suiza 1996. 

## Primeros años
Hija de un suizo germano-parlante y de una canadiense con orígenes indios, Melanie Winiger fue criada en el Cantón del Tesino, la región italiano-parlante de Suiza

## Carrera de modelo
Ganó Miss Suiza en 1996 y representó a su país en Miss Mundo 1996 en Bangalore, India y en Miss Universo 1997 en Miami, Florida, no clasificándose en ninguno de ambos. Winiger trabajó como modelo en Ciudad del Cabo, Nueva York, Milán y Múnich a finales de la década de los 90. Durante la misma época, ganó fama en Suiza como presentadora de televisión y patrocinadora de la cadena de boutiques italianas Oviesse. 

## Interpretación
En 2003,  protagonizó la película suiza  Achtung, fertig, Charlie!
Ella posteriormente se mudó a Los Ángeles, donde asistió al Instituto de Teatro y Cine Lee Strasberg en West Hollywood hasta 2005. 
Desde entonces,  ha protagonizado tanto en películas americanas y suizas como en producciones de televisión, incluyendo Sonjas Rückkehr, Love Made Easy, Breakout, y Heldin der Lüfte.
En 2008,  protagonizó un anuncio de televisión para Moschino, el cual fue emitido en varios países europeos.

## Filmografía

### Cine
- 2003 – Ready, Steady, Charlie! (Achtung, fertig, Charlie!), comedia del Ejército suizo (suizo-alemán)
- 2006 –Love Made Easy, película de carretera (inglés)
- 2007 – Breakout, obra de juventud (suizo-alemán)
- 2011 - One Way Trip 3D
- 2013 - Who Killed Johnny, Comedia (suizo-alemán, inglés, alemán)[1]
- 2017 - Lommbock (alemán)

### Películas de televisión
- 2006 – Sonjas Rückkehr[2] drama social (suizo-alemán)
- 2008 – Heldin der Lüfte, presentando REGA air rescue (suizo-alemán)
- 2016 – Spuren der Rache

## Premios
- 2013 – Festival Internacional de Cine de Hoboken: Mejor Actriz, nominación por Who Killed Johnny[3][4][5]

## Presentadora
El 28 de agosto de 2008, ella presentó en el sorteo para grupos de Liga de Campeones de UEFA, el cual tuvo lugar en el Foro Grimaldi en Mónaco. Ella presentó el sorteo otra vez en el mismo sitio el 26 de agosto de 2010, en esta ocasión para 2010–11 Liga de Campeones y otra vez el 25 de agosto de 2011 para el 2011-12 Liga de Campeones. Winiger fue la anfitriona para la ceremonia de apertura en el 61.º FIFA Congreso.
Otra vez el 27 de agosto de 2015 presentó el sorteo para la fase de grupos de la Liga de Campeones de la UEFA 2015-16 cuál tuvo lugar en el Foro Grimaldi en Mónaco.